# Bonellia lippoldii
Bonellia lippoldii är en viveväxtart som först beskrevs av Lepper, och fick sitt nu gällande namn av B. Ståhl, Källersjö. Bonellia lippoldii ingår i släktet Bonellia och familjen viveväxter. Inga underarter finns listade i Catalogue of Life.